# Kaikomagadake
Der Kaikomagadake (jap. 甲斐駒ヶ岳) ist ein Berg im japanischen Akaishi-Gebirge mit einer Höhe von 2967 m.
Der Berg liegt auf der Grenze zwischen den Präfekturen Nagano und Yamanashi.
Der Kaikomagadake wird zudem in dem bekannten Buch 100 berühmte japanische Berge (Hyakumeizan) aufgelistet.

## Galerie

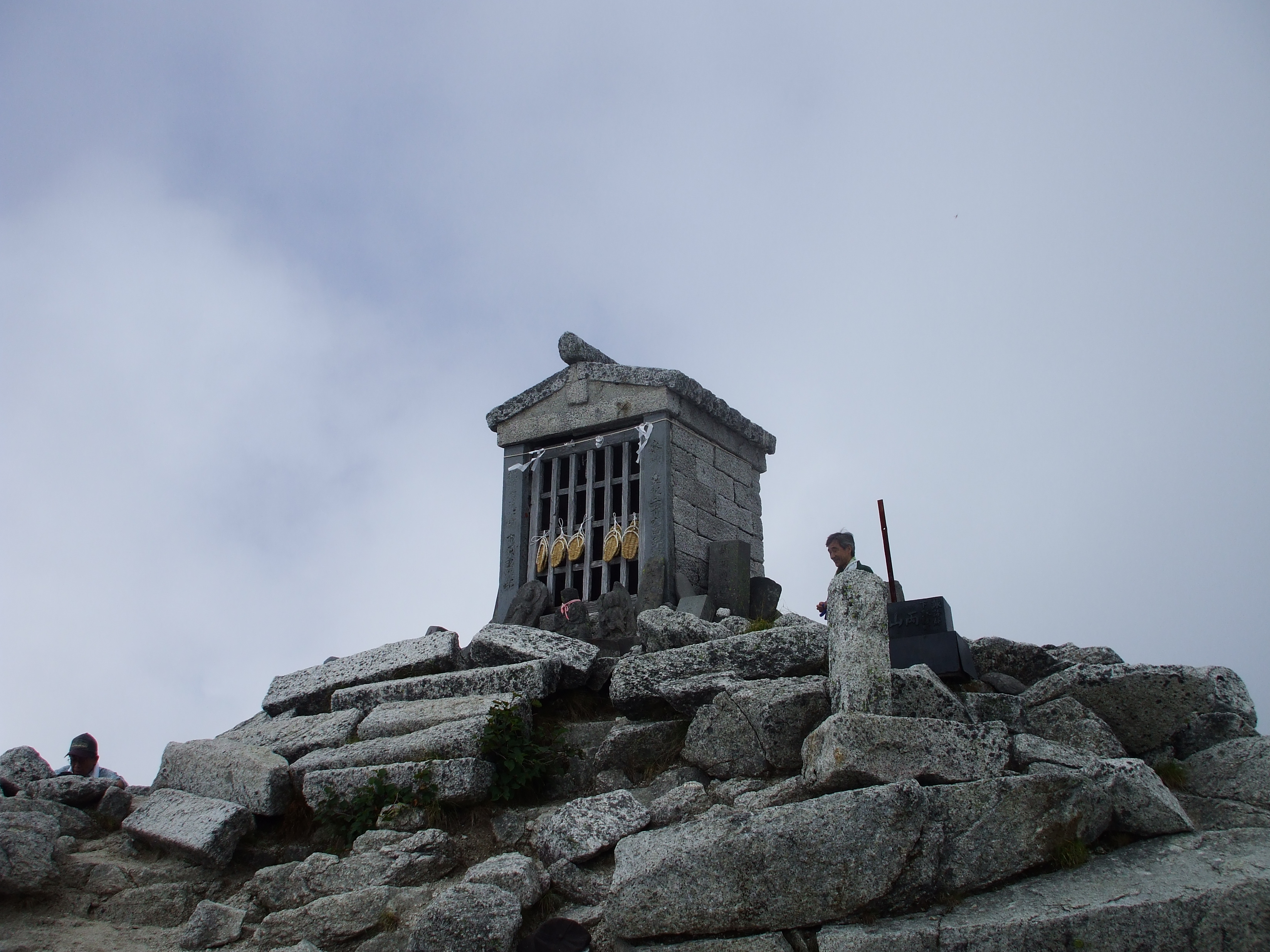
Top of Mount Kaikoma Shinto-Schrein „Koma-ga-Take“
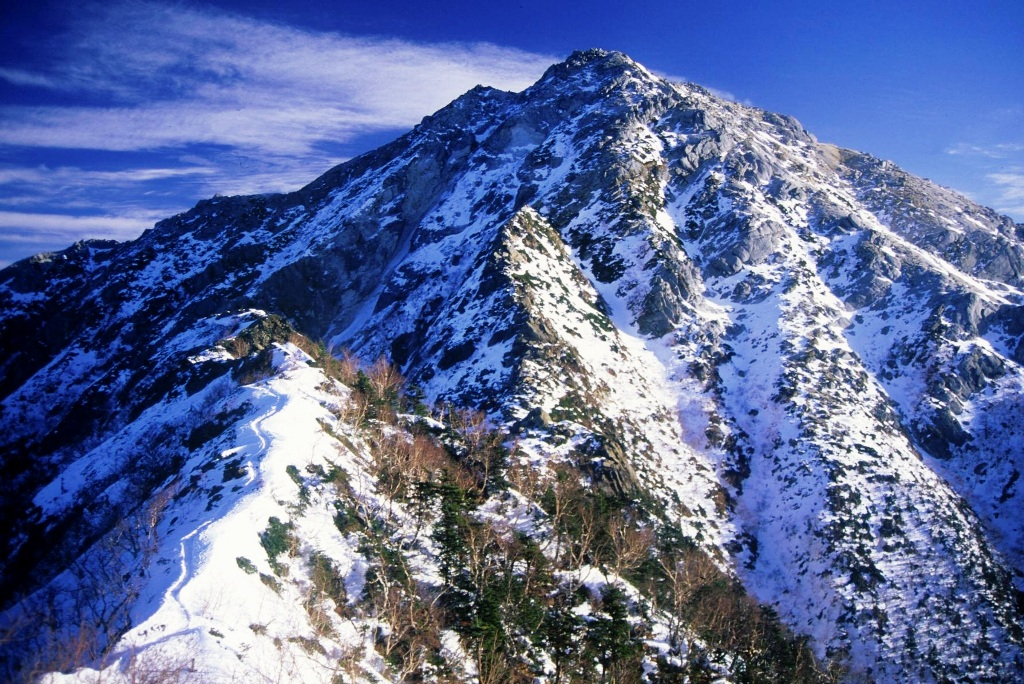
Kaikomagadake von Komatsu-dake
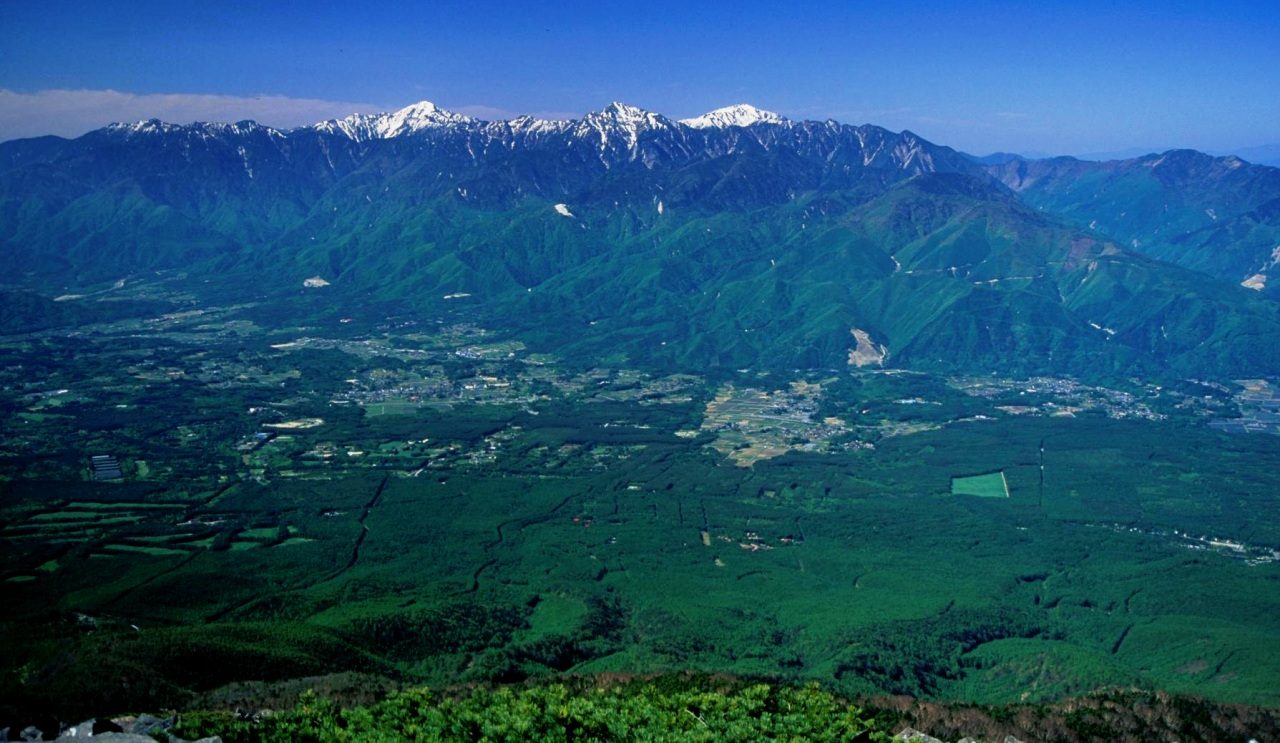
Kaikomagadake von Yatsugatake
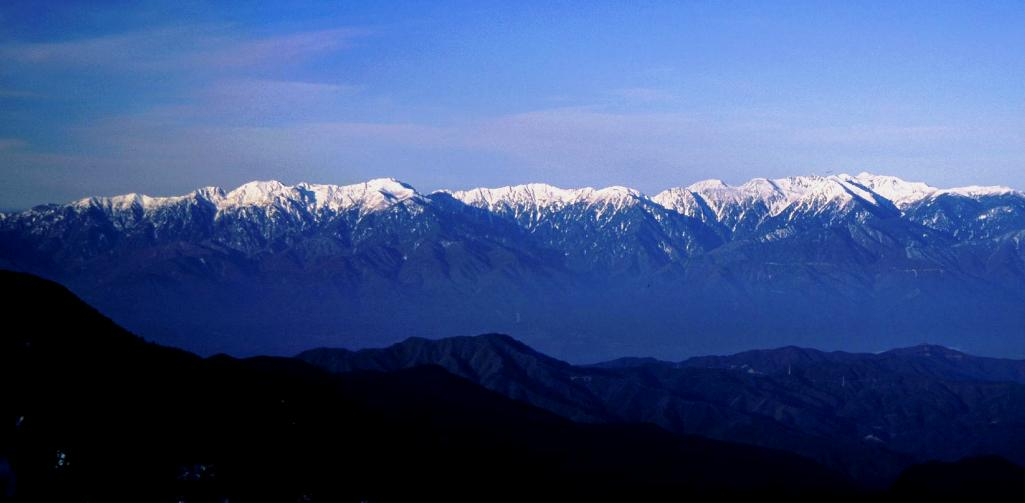
Kiso-Gebirge von Kaikomagadake